# Passerina (chim)
Passerina là một chi chim trong họ Cardinalidae.

## Các loài
- Passerina caerulea
- Passerina cyanea
- Passerina amoena
- Passerina versicolor
- Passerina ciris
- Passerina rositae
- Passerina leclancherii